# Felix Gerritzen
Felix Gerritzen, genannt „Fiffi“ (* 6. Februar 1927 in Oldenburg; † 3. Juli 2007 in Münster) war ein deutscher Fußballspieler, der im Jahre 1951 mit dem Verein Preußen Münster im Finale um die deutsche Fußballmeisterschaft stand und in der deutschen Fußballnationalmannschaft vier Länderspiele bestritt.

## Karriere

### Vereine

#### VfB Oldenburg, 1938–1950
Seine Kinder- und Jugendzeit verbrachte Felix Gerritzen in Oldenburg. Bevor er mit 16 Jahren zum Kriegsdienst eingezogen wurde, kam er bereits mehrmals in der Jugendauswahl von Niedersachsen zum Einsatz. In der Saison 1943/44 verstärkte er wiederholt die 1. Mannschaft des VfB in der Gauliga Weser-Ems. Im Jahr 1943 wurde er zum Wehrdienst eingezogen und in Stendal zum Fallschirmspringer ausgebildet. Bei seinem ersten Absprung über Breslau geriet er in sowjetische Kriegsgefangenschaft. Nach dem Zweiten Weltkrieg verhalf er in der Runde 1948/49 dem VfB Oldenburg zum Aufstieg aus der Niedersachsen Staffel Weser-Ems in die Oberliga Nord. Zu dem 9. Rang des Aufsteigers in der Runde 1949/50 steuerte der pfeilschnelle Ballartist mit Abschlussqualitäten in 28 Spielen 14 Tore bei. Durch seine herausragenden Leistungen in der Oberligarunde wurde er zum Repräsentativspiel der Nordauswahl gegen den Westen am 14. Mai 1950 in Köln auf Rechtsaußen nominiert. Da Preußen Münster personell zur Runde 1950/51 für die Oberliga West nach Verstärkungen Ausschau hielt – von Borussia Dortmund hatte man bereits Alfred Preißler und Rudolf Schulz verpflichtet –, wurde Gerritzen zum Wechsel nach Münster überredet. Sein Vater, ein gebürtiger Münsteraner, überzeugte ihn von den Vorzügen der Domstadt.

#### Preußen Münster, 1950–1958
In der ersten Saison 1950/51 von Gerritzen in Münster lieferte sich der SC Preußen Münster mit Schalke 04 einen ausgeglichenen Kampf um die Meisterschaft im Westen. Mit einem Punkt Rückstand erreichte Münster die Vizemeisterschaft und damit den Einzug in die Endrunde um die deutsche Fußballmeisterschaft 1951. Gegen die Konkurrenten 1. FC Nürnberg, Hamburger SV und Tennis Borussia Berlin führte der Weg in das Endspiel am 30. Juni 1951 in Berlin gegen den 1. FC Kaiserslautern. Gerritzens 1:0-Führung in der 47. Minute machte Ottmar Walter mit zwei Treffern zum 2:1-Sieg für die Pfälzer zunichte. Durch die Erfolge der Münsteraner angeregt, titelten Reporter mit dem Begriff des „Hunderttausend-Mark-Sturms“. Damit waren keineswegs die Gehälter des Fünfersturms Gerritzen, Preißler, Schulz, Lammers, Rachuba oder die von Preußen Münster gezahlten Ablösesummen gemeint. Die Reporter wollten lediglich zum Ausdruck bringen, dass der Preußen-Sturm 100.000 DM wert gewesen wäre. Noch vor dem Finale um die deutsche Meisterschaft erhielt Felix Gerritzen ein Angebot des FC Turin. Die Turiner lockten mit 80.000 DM Handgeld. Gerritzen blieb in Münster. Das Paar auf dem rechten Flügel von Münster, Gerritzen und Preißler, werden von Fußballhistorikern als die „Erfinder“ des Doppelpasses bezeichnet. Den Erfolg der Runde 1950/51 konnte Münster in den folgenden Runden nicht mehr wiederholen. „Fiffi“ Gerritzen spielte persönlich 1953/54 und 1954/55 zwei eindrucksvolle Runden, im Jahr nach der Weltmeisterschaft 1954 wurde er mit 23 Treffern Torschützenkönig im Westen, aber Münster gelangte nicht mehr in die Endrunde. Am 2. Februar 1958 bestritt Gerritzen bei der 0:1-Niederlage gegen den Duisburger SpV sein letztes Spiel in der Oberliga West. Er hatte von 1950 bis 1958 in 166 Spielen 83 Tore für den SCP erzielt und wurde zur Münsteraner Fußballlegende.

### Nationalmannschaft – Auswahlspiele, 1950–1956
Bereits zum ersten DFB-Lehrgang nach dem Zweiten Weltkrieg vom 14. bis 19. November 1949 in Duisburg unter Leitung von Sepp Herberger erhielt der Flügelspieler des VfB Oldenburg eine Einladung. Gerritzen absolvierte mehrere Einsätze bei Repräsentativspielen. Er stand am 14. Mai 1950 für eine Auswahl des Nordens und am 12. November 1950 und 18. März 1951 für die Westauswahl auf dem Platz. In der DFB-Mannschaft konnte er beim inoffiziellen Länderspiel gegen das Saarland am 4. April 1951 drei Tore für die Herberger-Mannschaft zum 7:1-Endstand beisteuern. Diese überzeugenden Auftritte brachten ihm eine Berufung zum zweiten Länderspiel nach dem Zweiten Weltkrieg am 15. April 1951 in Zürich gegen die Schweiz ein. Auch in Zürich konnte er sich in die Torschützenliste beim 3:2-Sieg für die deutsche Nationalmannschaft eintragen. Es folgten drei weitere Einsätze gegen die Türkei, Österreich und Irland. In allen vier Länderspielen hat Fritz Walter als Spielführer die Mannschaft auf das Feld geführt. Nachdem am 21. November 1951 beim 2:0 in Istanbul über die Türkei Helmut Rahn auf Rechtsaußen sein Debüt gefeiert hatte, war die Konkurrenzsituation für den Mann aus Münster deutlich verschärft. Er verlor nie völlig den Kontakt zur Nationalmannschaft. Es folgten weitere Westauswahlspiele (das letzte am 3. März 1957 in Bochum gegen Berlin), vier Einsätze in der B-Nationalmannschaft von 1952 bis 1956 und Testspiele für den DFB gegen Bolton Wanderers, gegen eine Süd- und eine Berlinauswahl im Mai und Juni 1953. Aber eine Verletzung verhinderte dem in der 40er-Liste für die FIFA gemeldeten Spieler seine Teilnahme an der Fußball-Weltmeisterschaft 1954 in der Schweiz.

## Sportlicher Ausklang, 1958–2006
Bei den Amateuren von Saxonia Münster ließ Felix Gerritzen seine Karriere als Fußballspieler bis zum Jahre 1964 ausklingen. 
In der Saison 1978/79 trainierte er nicht nur die 1. Seniorenmannschaft des SV Blau-Weiß Aasee, sondern damit gleichzeitig seine vier Söhne André, René, Dieter und Peter. Im Tor stand zudem Schwiegersohn Franz „Schwager“ Dehne und auf dem rechten Flügel stürmte Nachbarssohn Andreas Roth. 
Mit Tennis hielt er den aktiven Bezug zum Sport aufrecht. Er engagierte sich weiterhin für soziale Projekte des SC Preußen Münster und ging bis zuletzt zu jedem Heimspiel seines Vereins. Die Erfüllung seines Wunsches, diesen nochmal in der zweiten Bundesliga zu sehen, blieb ihm jedoch verwehrt. Dafür wurde das Preußen-Maskottchen, ein Adler, nach ihm „Fiffi“ getauft.
2008 wurde diskutiert, ob in Münster eine Straße oder ein Platz nach Gerritzen benannt werden soll. Heute liegt die Geschäftsstelle des SC Preußen Münster am Fiffi-Gerritzen-Weg 1.
Seit der Saison 2013/14 trägt die ehemalige Ostkurve des Preußenstadions die Bezeichnung Fiffi-Gerritzen-Kurve.

## Hobby und Beruf
Gerritzen war gelernter Dekorateur, arbeitete aber als Fahrer bei einer Versicherung. Seine Hobbys wurden das Malen und Schnitzen. Seine künstlerische Ader brachte er in die Werbeabteilung der Provinzial-Versicherung ein. Er wurde Besitzer eines Ateliers in einem Bootshaus gegenüber der alten Pleistermühle bei Münster. Dort zeichnete er, stellte Skulpturen her oder plante für die münsterschen Karnevalsgesellschaften die Saalgestaltung für deren Galavorstellungen. Beim jährlichen Umzug in Münster stammte zumeist ein Karnevalswagen von Gerritzen. Für Kirchen reparierte er über viele Jahre beschädigte Heiligenfiguren kostenlos. Gerritzen kreierte Knusper- und Hexenhäuser für Waisenhäuser.

## Auszeichnungen
In Anerkennung seines ehrenamtlichen sozialen Engagements nahm die Westfalen-Initiative Gerritzen im Oktober 2013 postum in ihre Westfälische Ehrengalerie auf.